# Okręg wyborczy Staffordshire Moorlands
Okręg wyborczy Staffordshire Moorlands powstał w 1983 roku i wysyła do brytyjskiej Izby Gmin jednego deputowanego. Okręg obejmuje większą część dystryktu Staffordshire Moorlands oraz ward Newchapel w dystrykcie Newcastle-under-Lyme.

## Deputowani do brytyjskiej Izby Gmin z okręgu Staffordshire Moorlands[2]
- 1983–1997: Hugh Fraser, Partia Konserwatywna
- 1997–2010: Charlotte Atkins, Partia Pracy
- 2010– : Karen Bradley, Partia Konserwatywna